# Maryam al-Khawaja
Maryam al-Khawaja, née le 26 juin 1987 à Damas (Syrie), est une militante bahreïnie des droits de l'homme.

## Biographie
Fille de Abdulhadi al-Khawaja, elle naît en exil en Syrie. À l'âge de deux ans, sa famille obtient l'asile politique au Danemark et elle possède aussi la nationalité danoise.
En 2001, sa famille est autorisée à rentrer au Bahreïn. Diplômée de l'Université de Bahreïn en 2009, elle passe une année aux États-Unis pour suivre des études dans le cadre du Programme Fulbright à l'Université Brown de Providence (Rhode Island).

### Militantisme
De retour au Bahreïn, elle se joint au Centre bahreïni pour les droits de l'homme, cofondé par son père, dont elle devient la responsable des relations extérieures et la vice-présidente. À ce titre, elle remplace la président, Nabil Rajab, lorsque celui-ci est arrêté.
Pendant et après le Soulèvement bahreïni de 2011, elle participe aux manifestations pro-démocratie, puis quitte le pays pour attirer l'attention du monde sur les événements qui se déroulent dans son pays. Elle anime des conférences, participe à des forums, rencontre Hillary Clinton et d'autres responsables politiques occidentaux, tout en étant très active sur les réseaux sociaux.

### Arrestation et condamnation
Elle est arrêtée le 30 août à l'aéroport de Bahreïn, alors qu'elle rentre au pays pour rendre visite à son père emprisonné, qui vient de commencer une grève de la faim. Le 1er octobre, elle est autorisée à quitter le Bahreïn et se réfugie à Londres. Le 1er décembre 2014, elle est condamnée à un an de prison pour l'agression d'une policière.